# Kasteel Renswoude

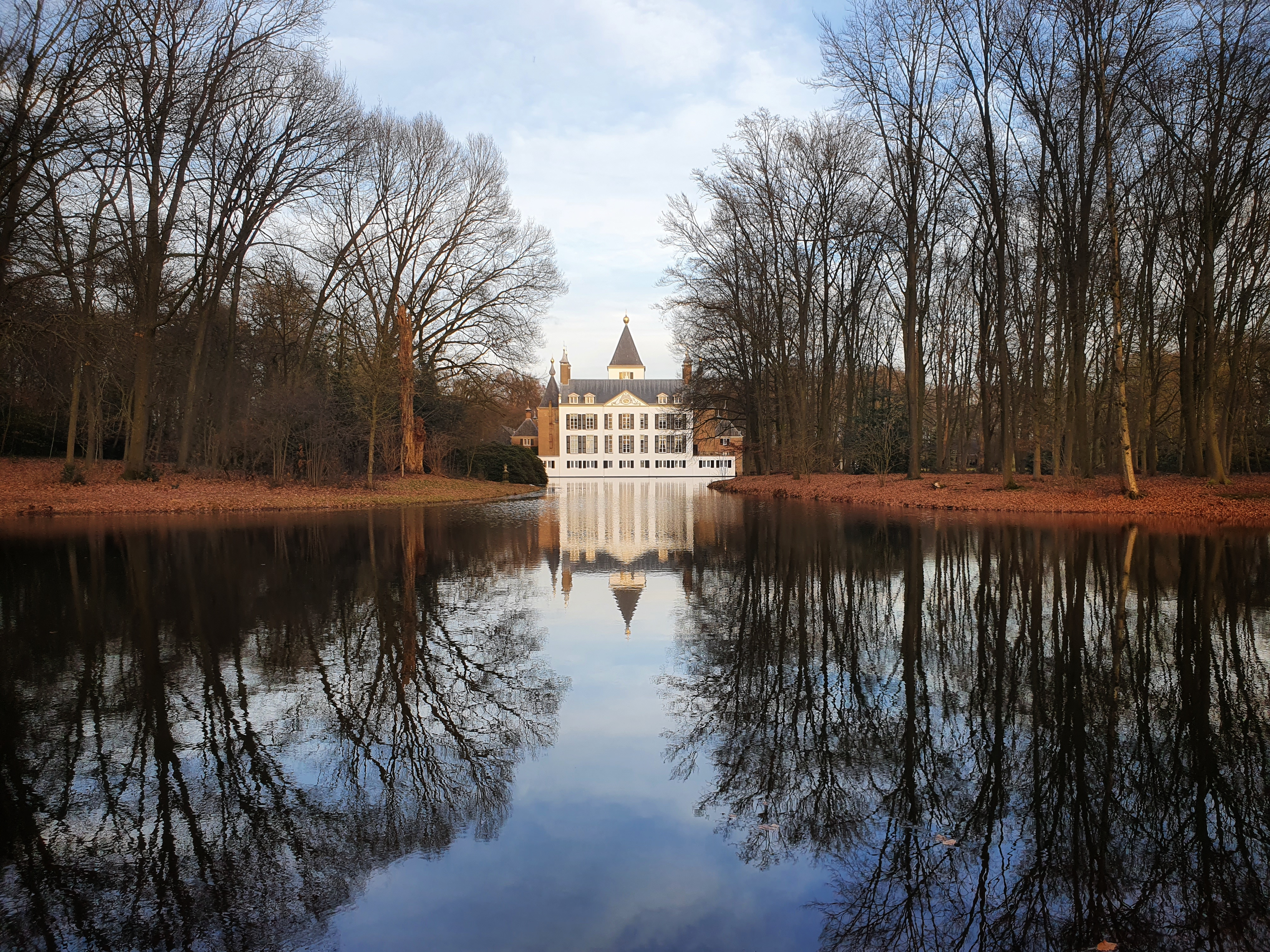
Reflectie achterzijde kasteel Renswoude

Kasteel Renswoude, vroeger Borchwal, is een kasteel en ridderhofstad en bijbehorend landgoed bij Renswoude in de Nederlandse provincie Utrecht.
Waarschijnlijk dateert het eerste huis uit einde 14de eeuw. Wellicht wijst de naam op een borgwal die om het kasteel heeft gelegen.
In 1654 werd het versterkte huis, dat in de 17e eeuw 'Borchwal' werd genoemd, in opdracht van Johan van Reede gesloopt en vervangen door het landhuis naar ontwerp van Ghijsbert Theunisz. van Vianen en Peter Jansz. van Cooten. Het huidige huis in Hollands-classicistische stijl is waarschijnlijk op de middeleeuwse fundamenten gebouwd.
De tuin is een typische Engelse landschapstuin (Romantische periode). Deze tuinen kenmerken zich door een weelderige begroeiing, maar op elk punt in de tuin moet je een doorkijk hebben, naar het centrum, oftewel het kasteel. De provinciale weg, Renswoude - Veenendaal, is hier ooit dwars doorheen aangelegd. Hierdoor lijkt het alsof de tuin uit 2 stukken bestaat. De personeelswoningen staan nu ook langs deze weg, maar behoorden echter bij deze Heerlyckheid, zoals het kasteel met zijn landerijen werd genoemd.
Sinds 1754 is het door huwelijk in de familie Taets van Amerongen die het huis nog steeds bezit, heeft ondergebracht in een stichting en het verdeelde in verschillende appartementen, die deels ook door familieleden werden/worden bewoond.

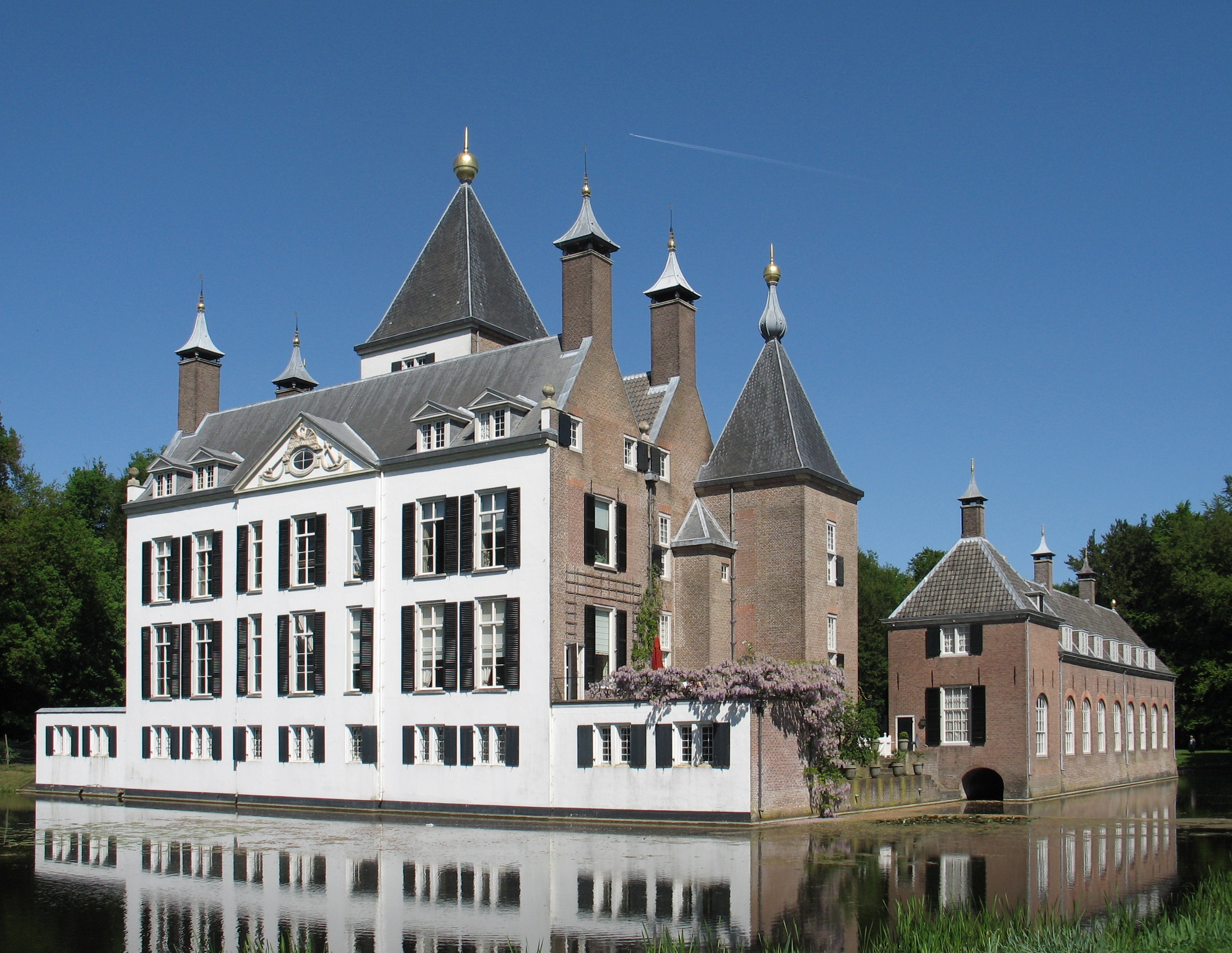
achterzijde
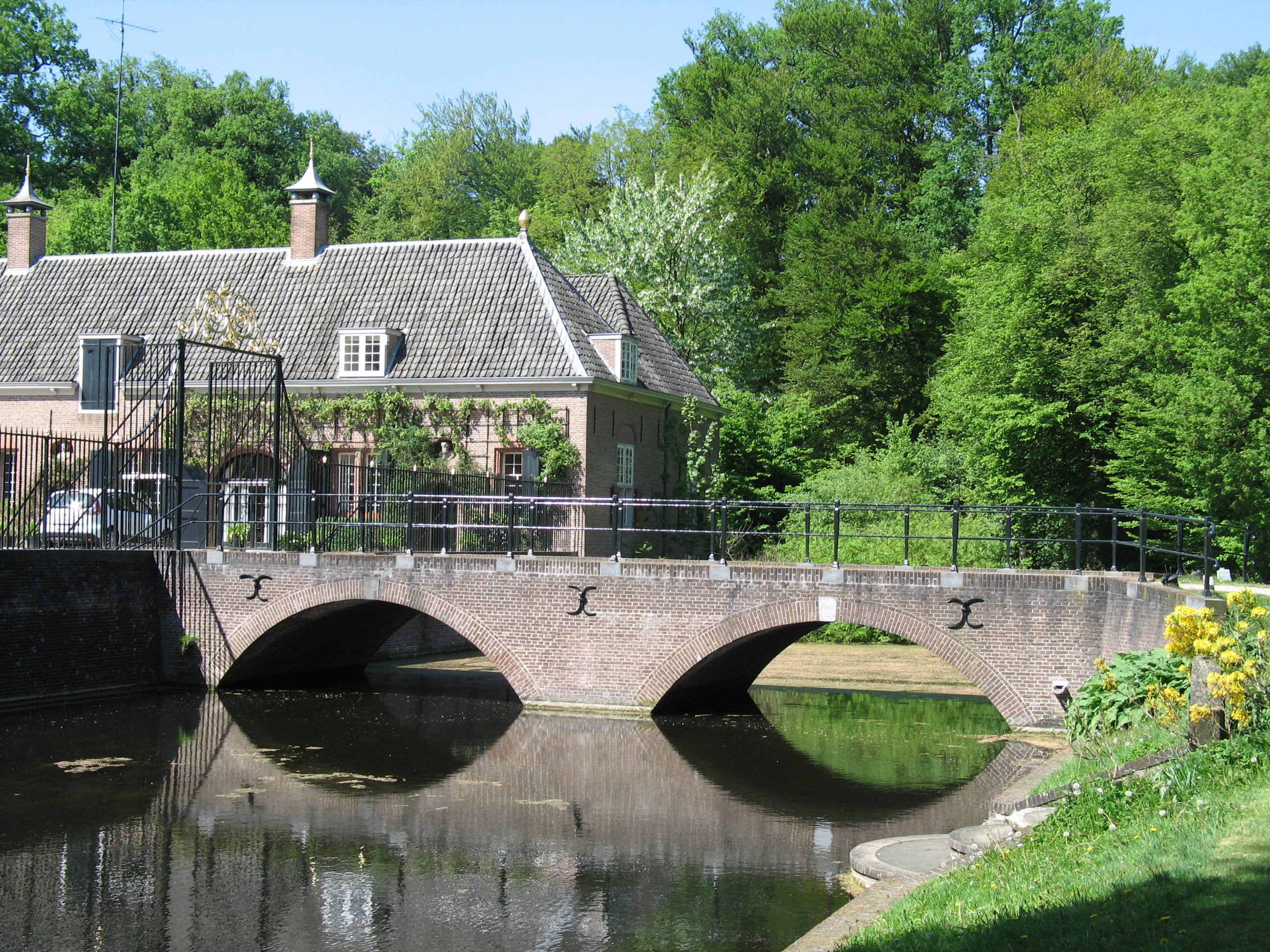
brug en toegangshek
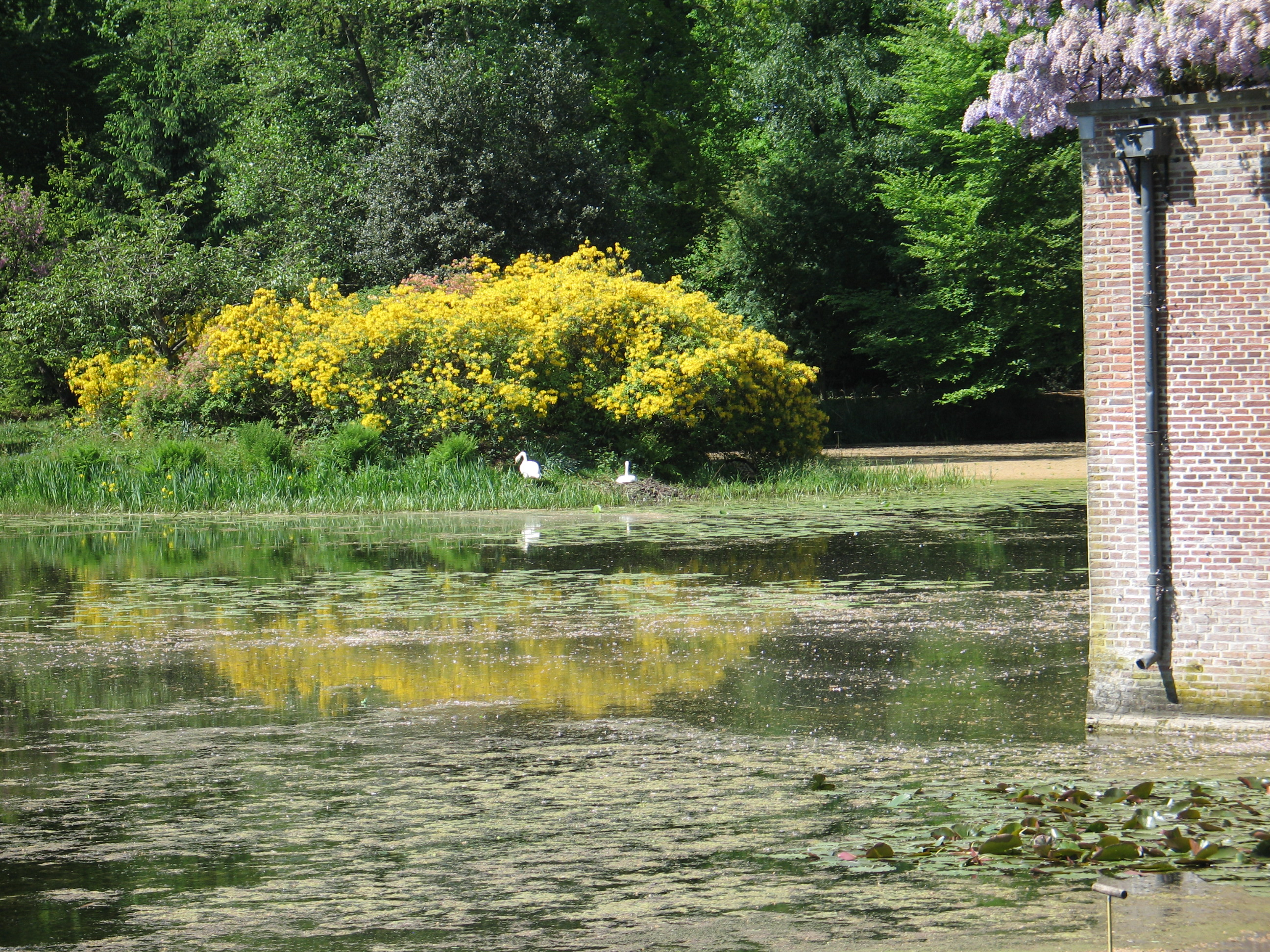
vijver
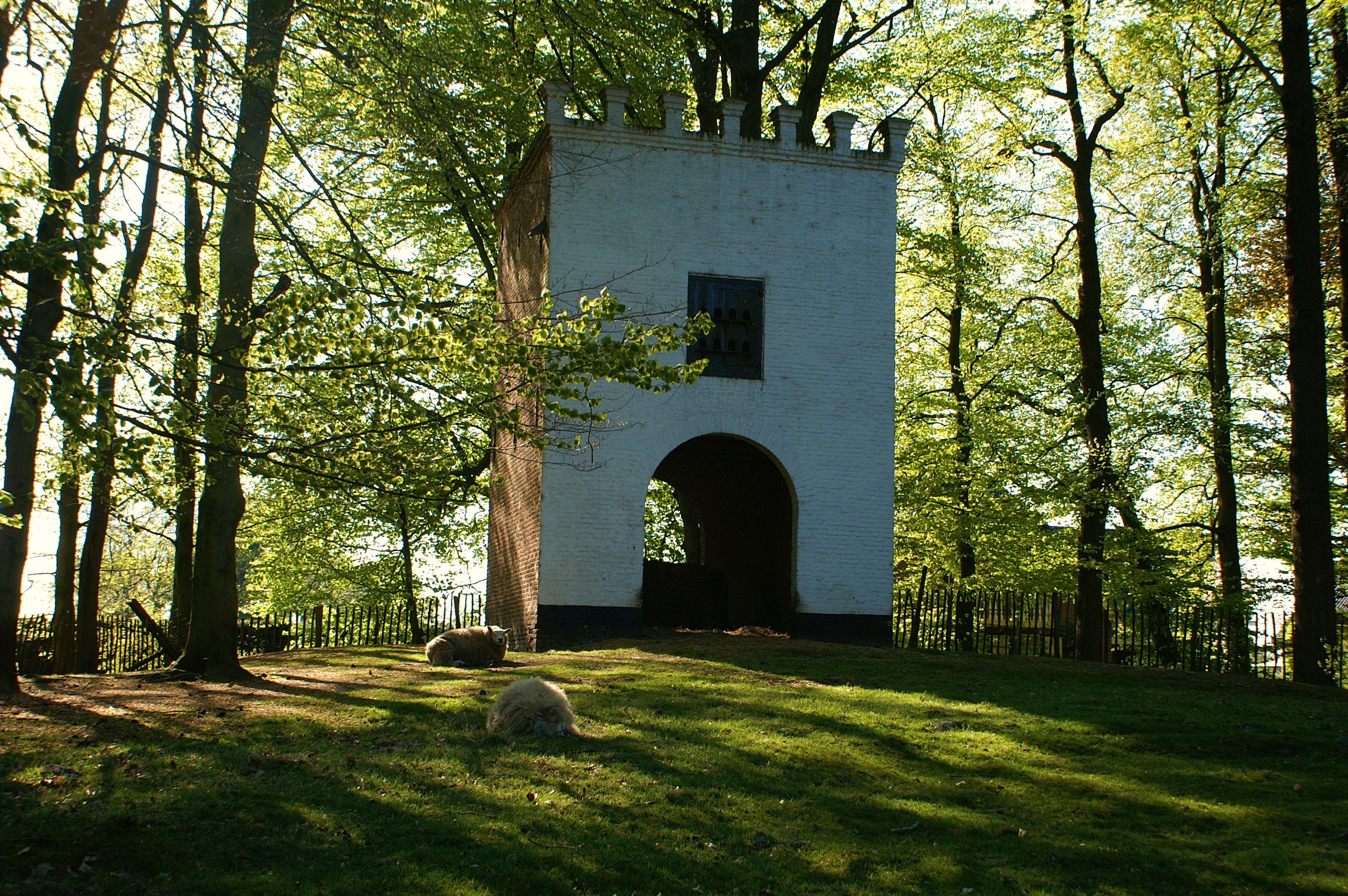
duiventoren
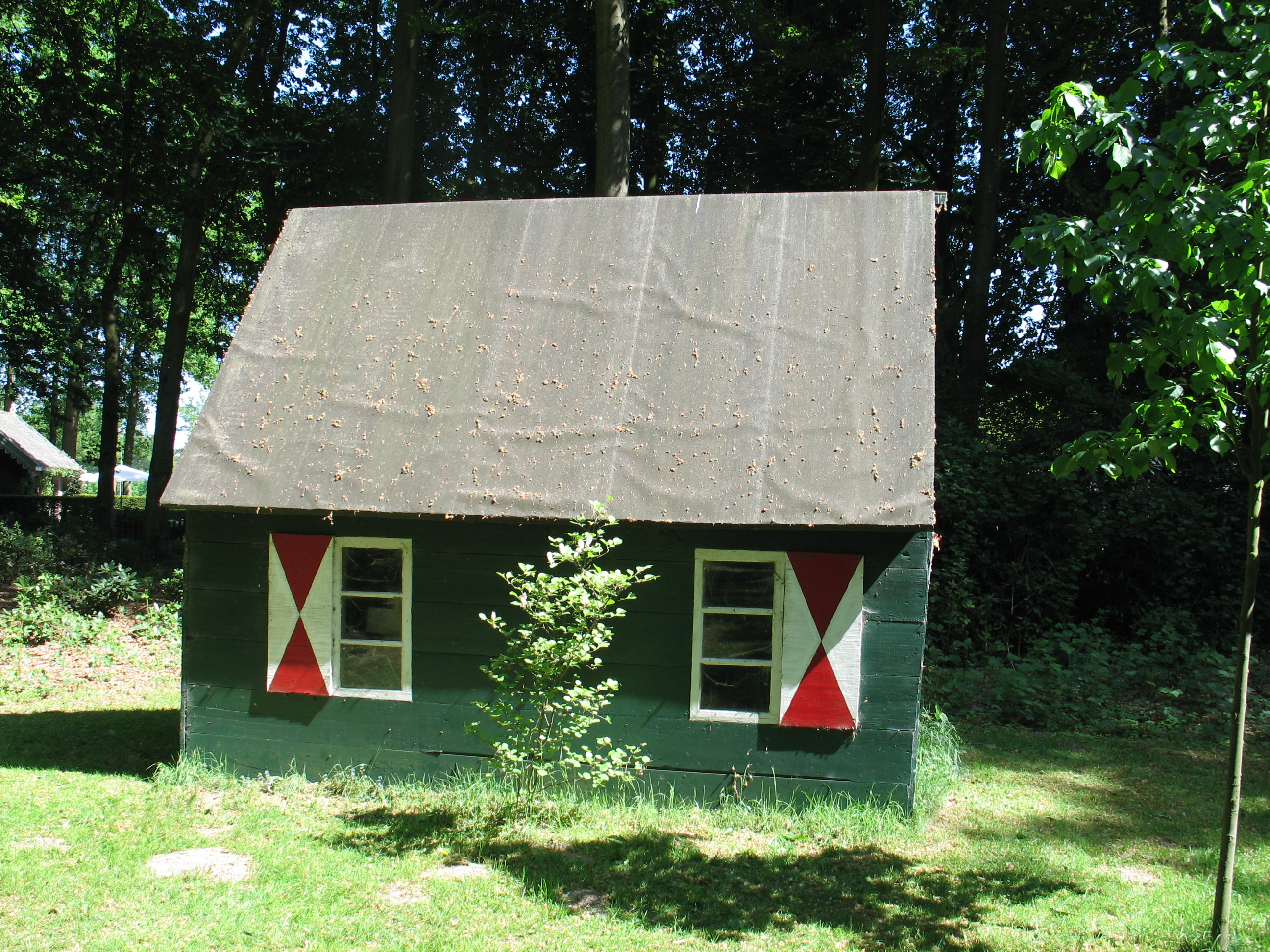
bijgebouw

Kasteel Ter Aa (Breukelen) ·
Aastein ·
Slot Abcoude ·
Amaliastein ·
Nieuw-Amelisweerd ·
Oud-Amelisweerd ·
Kasteel Amerongen ·
Kasteel Batestein (Harmelen) ·
Kasteel Batestein (Vianen) · 
De Beest ·
Bergestein ·
Beverweerd ·
Blasenburg ·
Blikkenburg ·
Blommesteyn ·
Bolenstein ·
Bolsweerd ·
Bottestein ·
Kasteel Broekhuizen ·
Bruinenburg ·
Huis Cammingha ·
Clarenborg ·
Coelhorst ·
De Batau ·
Dompselaer ·
Huis Doorn ·
Drakenburg (kasteel) ·
Drakensteyn ·
Kasteel Duurstede ·
Huis Ter Eem ·
Eijkelenburg ·
Emmickhuizen ·
Den Engh ·
Essenstein ·
Everstein (Everdingen) ·
Everstein (Jutphaas) ·
Den Eyck ·
Galesloot ·
Kasteel Geerestein ·
Gildenborgh ·
Kasteel Ten Goye ·
Grauwert ·
Grijpestein ·
Groenestein (Langbroek) ·
Kasteel Groeneveld (Baarn) ·
Groenewoude (Woudenberg) ·
Gunterstein ·
Kasteel de Haar ·
Kasteel Hagestein ·
Hamtoren ·
Kasteel Hardenbroek ·
Huis Harmelen ·
Ridderhofstad Heemstede ·
Kasteel Heemstede ·
Heimenberg ·
Heimerstein ·
Huis Herlaar ·
Ter Heul ·
Heulestein ·
Hindersteyn ·
Kasteel Ter Horst (Achterberg) ·
Isselt ·
Kasteel IJsselstein ·
Jagenstein ·
Kersbergen ·
Killestein ·
Kronenburg (kasteel) ·
Kasteel Levendaal ·
Lichtenberg (Woudenberg) ·
Lievendaal (Amerongen) ·
Landgoed Linschoten ·
Kasteel Linschoten ·
Lockhorst ·
Kasteel Loenersloot ·
Kasteel Lunenburg ·
Huis Maarsbergen ·
Marckenburg ·
Ter Meer ·
Ter Mey (Haarzuilens) ·
Huis te Mijdrecht ·
Huis te Mijnden ·
Kasteel Moersbergen ·
Kasteel Montfoort ·
Natewisch ·
Te Nesse ·
Kasteel Nijenrode ·
Nijenstein ·
Nijeveld ·
Noordwijk (Langbroek) ·
Huis te Oosterwijk ·
Oostwaard (Utrecht) ·
Op de Bol ·
Oud-Broekhuizen ·
Ridderhofstad Oudaan ·
Huis Oudegein ·
Oudenhorst ·
Plettenburg (kasteel) ·
Huis De Polle ·
Prattenburg ·
Kasteel Putkop ·
Randenbroek (park) ·
Remmerstein ·
Kasteel Renswoude ·
Rhijnauwen ·
Kasteel Rhijnestein ·
Huis Riebeek ·
Kasteel Rijnenburg ·
Rijnestein ·
Rijneveld ·
Kasteel Rijnhuizen ·
Rijningen ·
Huis Rijnsweerd ·
Rijpickerwaard · 
Kasteel Rijsenburg ·
De Roetert ·
Rumelaar ·
Kasteel Ruwiel ·
Royestein ·
Kasteel Sandenburg ·
Kasteel Schalkwijk ·
Kasteel Schonauwen ·
Schurenburg ·
Snaafburg ·
Snellenburg ·
Paleis Soestdijk ·
Steenhuis (Lopik) ·
Kasteel Sterkenburg ·
Stormerdijk ·
Landgoed Stoutenburg ·
Ten Massche ·
Valkenburg (Rhenen) ·
Huis te Velde ·
Kasteel Veldenstein ·
Hofstede te Vliet ·
Huis te Vleuten ·
Huis te Vliet (Lopik) ·
Huis te Vliet (Oudewater) ·
Vogelpoel ·
Huis te Voorn ·
Vredelant ·
Vronestein ·
Vuijlcop ·
Kasteel Walenburg ·
Wayenstein (Amerongen) ·
Kasteel Weerdenburg ·
Weerdesteyn ·
Weerestein ·
Hof ter Weyde ·
Wickenburgh ·
Wijnestein ·
Wiltenburg (Utrecht) ·
Kasteel van Woerden ·
Huis Woudenberg ·
Huis te Woudenberg (I) ·
Huis te Woudenberg (II) ·
Wulven ·
Kasteel Oud-Wulven ·
Wulvenhorst ·
Slot Zeist ·
Kasteel Zuilenburg ·
Zuileveld ·
Slot Zuylen ·
Huis Zuylenstein
Amerongse Bos
· Amerongse Bovenpolder
· Landgoed Beerschoten
· Beukenburg
· Biltse Duinen
· Birkhoven
· Blauwe Kamer
· Blikkenburg
· Bloeidaal
· Bornia
· Bosch en Duin
· Breeveen
· Broekerbos
· Buitenplaatsen Driebergseweg
· Dartheide
· Elster Buitenwaarden
· Grebbeberg
· Heidestein
· Hoge Ginkel
· Hooge Kampse Plas
· Hoog Moersbergen
· Houdringe
· Juliusput
· Kasteelbos Renswoude
· De Kievit
· Kooilust
· Kozakkenput
· De Krakeling
· Laarsenberg
· De Leyen
· Lockhorsterbos
· Lunenburgerwaard
· Maartensdijkse Bos
· Middelwaard
· Moersbergen
· Niënhof
· Noordhout
· Okkersbos
· Oostbroek
· Over-Holland
· Palmerswaard
· De Paltz
· Panbos
· Plantage Willem III
· Pleinesbos
· De Pol
· Ridderoordse Bos
· Sandenburg
· Sandwijck
· De Schammer
· Stameren
· Landgoed Stoutenburg
· Viaanse Bos
· Viaanse polders en uiterwaarden
· Vikinghof
· Park Vliegbasis Soesterberg
· Vijverbos
· Vijverhof
· Voordorpse polder
· Willem Arntszbos
· Witte Hull
· De Woerd
· Wulperhorst
· Zeisterbos